# (725) Amanda
(725) Amanda és l'asteroide número 725. Va ser descobert per l'astrònom Johann Palisa des de l'observatori de Viena (Àustria), el 21 d'octubre de 1911. La seva designació alternativa és 1911 ND.